# Кірха Святої Катерини (Дніпро)
Євангелічно-лютеранська церква Святої Катерини — лютеранська церква у місті Дніпрі. Вона є першою відродженої кірхою на території України.
Потреба у церкві виникла з організацією 1852 року німецької лютеранської громади у губернському місті Катеринославі. Побудована в 1865-66 роках у стилі класичної готики.
Розташовуєтьсяза адресою: проспект Дмитра Яворницького, 103

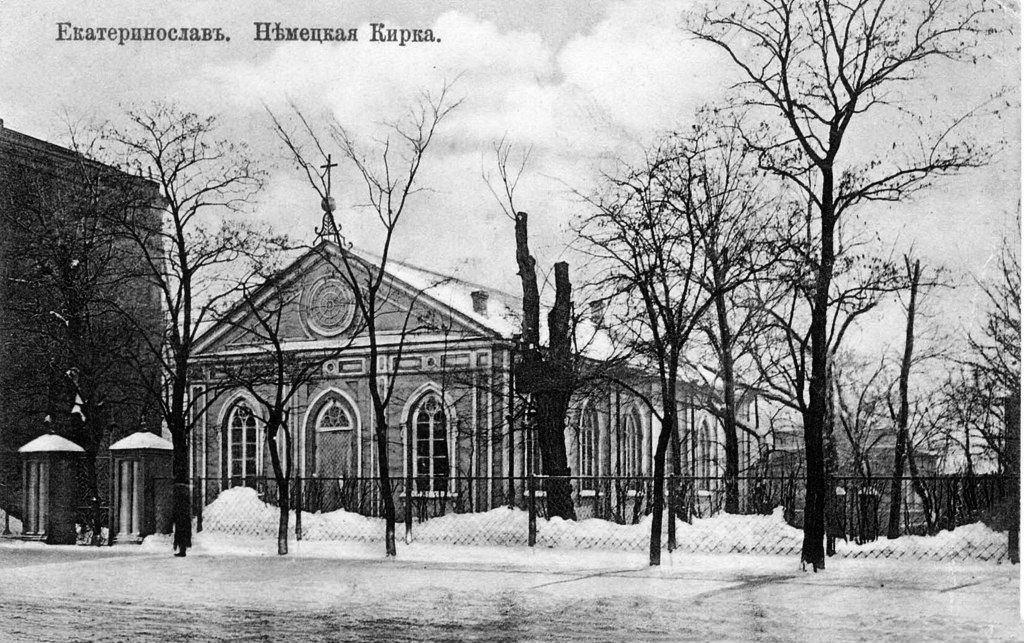
Кірха Святої Катерини в Дніпропетровську. Фото початку 20 століття

## Віхи історії
- 1852 — Заснування лютеранського церковного приходу святої Катерини в Катеринославі.
- 1871 — Початок відправлення перших лютеранських Богослужінь в Катеринославі.
- 1861 — На публічних торгах куплено ділянку міського саду для будівництва церкви.
- 1865 — Початок будівництва церкви святої Катерини.
- 1866 — Освячення церкви в присутності влади міста.
- 1889 — Збудовано елементарна школа при кірсі.
- 1895 — на церковному ділянці побудований пасторат.
- 1933 рік — Радянська влада розпускає церковний прихід і конфіскує будівлю церкви.
- 1941 — за рейхкомісаріяту Україна церква була реставрована і богослужіння поновилися.
- 1944 — з приходом Червоної Армії релігійна громада була закрита, а будівля передали міській владі. Надалі будівля церкви і пасторський будинок використовувалися як бібліотека й архів.
- 1991 рік — Поновлення богослужінь і нова реєстрація церковного приходу. Початок реставраційних робіт.
- 1993 рік — Повторне освячення церкви святої Катерини.
- 1999 рік — Освячення відновленого будинку пастора.